# Kapchepkor
Kapchepkor is een dorp dat ligt in de Keniaanse provincie Bonde la Ufa.